# Dun-le-Palestel
Dun-le-Palestel é uma comuna francesa na região administrativa da Nova Aquitânia, no departamento de Creuse. Estende-se por uma área de 9,81 km². Em 2010 a comuna tinha 1 129 habitantes (densidade: 115,1 hab./km²).